# Heavy Metal 2000
Heavy Metal 2000 (também conhecido como Heavy Metal: F.A.K.K.²) é um filme de animação de produção canadense e alemã lançado diretamente em vídeo, em 2000. É a sequência do filme Heavy Metal, de 1981, que, por sua vez, é uma adaptação da revista de histórias em quadrinhos Heavy Metal.
A trilha sonora possui canções de artistas tais como Pantera, System of a Down, Queens of the Stone Age, Billy Idol, Bauhaus, entre outros.

## Sinopse
Durante uma escavação, o tripulante Tyler encontra um cristal que, segundo a lenda, é uma fonte de imortalidade. Porém, o cristal enloquece Tyler e este mata as pessoas ao seu redor. Julie, uma das sobreviventes, cuja irmã foi capturada por Tyler, parte para a vingança.

## Elenco
- Michael Ironside: Tyler
- Julie Strain Eastman: Julie
- Billy Idol: Odin
- Pierre Kohn: Germain St. Germain
- Sonja Ball: Kerrie
- Brady Moffatt: Lambert
- Rick Jones: Zeek
- Arthur Holden: Dr. Schechter

## Trilha sonora
A trilha sonora possui as canções dos seguintes artistas:
1. "F.A.K.K. U" — 1:44
2. "Silver Future" de Monster Magnet — 4:29
3. "Missing Time" de MDFMK — 4:35
4. "Immortally Insane" de Pantera — 5:11
5. "Inside the Pervert Mound" de Zilch — 4:07
6. "The Dirt Ball" de Insane Clown Posse e Twiztid — 5:33
7. "Störagéd" de System of a Down — 1:17
8. "Rough Day" de Days of the New — 3:18
9. "Psychosexy" de Sinisstar — 4:02
10. "Infinity" de Queens of the Stone Age — 4:40
11. "Alcoholocaust" de Machine Head — 3:38
12. "Green Iron Fist" de Full Devil Jacket — 3:51
13. "Hit Back" de Hate Dept. — 3:52
14. "Tirale" de Puya — 5:34
15. "Dystopia" de Apartment 26 — 2:56
16. "Buried Alive" de Billy Idol — 5:10
17. "Wishes" de Coal Chamber — 3:06
18. "The Dog's a Vapour" de Bauhaus — 6:44